# Оссонс, Жан Ив
Жан Ив Оссонс (фр. Jean Yves Ossonce; род. 1960) — французский дирижёр.
Окончил Турский университет как музыковед, затем изучал дирижирование под руководством Рафаэля Кубелика и Жана Фурнеля. С 1999 г. руководил оперным театром и симфоническим оркестром в Туре, выступал также как оперный и симфонический дирижёр во многих городах Франции, в том числе в Авиньоне, Ренне, Меце, Мюлузе, Марселе, Лионе; постоянно гастролирует и в Великобритании. В 2007 г. с успехом дирижировал на оперных фестивалях в Афинах, Праге и Монреале, в 2008 г. дебютировал на сцене Оперы Сан-Франциско с «Лючией ди Ламмермур» Гаэтано Доницетти (с Натали Дессей в заглавной партии).
Как симфонический дирижёр известен, прежде всего, в качестве специалиста по французской музыке. Оссонсом записаны циклы из всех симфоний Альберика Маньяра (с Шотландским симфоническим оркестром BBC), всех сюит Жюля Массне (с Новозеландским симфоническим оркестром), альбомы произведений Альбера Русселя, Луи Вьерна, оперы Ги Ропарца «Страна» (студийно) и Эмманюэля Шабрие «Бризеида» (live).